# Емоције: психотерапија и разумевање емоција (књига)
Емоције: психотерапија и разумевање емоција је стручна монографија аутора Зорана Миливојевића објављена 1999. године у издању "Прометеја" из Новог Сада. Књига је друго проширено и допуњено издање књиге из 1993. године која је изашла под насловом Психотерапија и разумевање емоција.

## Аутор књиге
Зоран Миливојевић (1957) је др мед. психотерапеут с дугогодишњом праксом у индивидуалној, партнерској и групној терапији. Предаје на Универзитету Сигмунд Фројд у Бечу. Написао је неколико уџбеника и књига од којих се издвајају: Формуле љубави, Емоције, Игре које играју наркомани – Трансакциона анализа проблематичног узимања дрога. Заједно са Душаном Кецмановићем је објавио уџбеник Психијатрија, као и са Љубомиром Ерићем књиге Психотерапији, Сексуалним дисфункцијама и Динамичка психијатрија. У сарадњи са словеначким колегама објавио је илустровани приручник Мала књига за велике родитеље.Утемељио је социјалну психотерапију која користи медије којој је циљ да терапијске поруке допру до шире публике. У неколико књига: Уловити љубав, Психологике свакодневног живота, Психологичким списима и Родитељовање – о оптималном васпитању сабрао је текстове које је годинама објављивао у Политици.
Живи и ради у Новом Саду и Љубљани.

## О књизи
Књига Емоције: психотерапија и разумевање емоција је скуп текстова које говоре о емоционалној писмености људи. О томе колико осећамо, да ли препознајемо наша, али и туђа осећања. О томе да ли схватамо њихов прави узрок, колико у емоцијама има великих, али и суптилних нијанси, односно разлика.
Миливојевић у књизи излаже своју теорију емоција, једну која је од ретких гранд теорија о емоцијамау (нормалним и патолошким, пријатним и непријатним). Даје детаљан преглед најважнијих емоција, од жеље и свиђања до самољутње, мржње или досаде, и на тај начин нам помаже да разјаснимо себи оне емоционалне категорије којима смо сви подложни, и на тај начин лакше поднети стања која нас муче, попут заљубљености, досаде, страха, треме, туге… Књига је првенствено намењена стручњацима и студентима, али јасан стил писања ову књигу чини доступном сваком. Миливојевић о емоцијама говори јасно и сасвим употребљиво, па књига пружа већу емоционалну писменост.
Књига Емоције: психотерапија и разумевање емоција је још објављена У Словенији и Хрватској.